# Fritz Tänzler
Fritz Tänzler (* 30. September 1869 in Burgstädt; † 1944) war ein deutscher Verbandsfunktionär. Er von 1904 bis 1913 Geschäftsführer der Hauptstelle der deutschen Arbeitgeberverbände und anschließend bis 1926 der Vereinigung Deutscher Arbeitgeberverbände.

## Leben
Er war Sohn des Pfarrers F. Tänzler aus Burgstädt und besuchte das Internat der Fürstenschule in Grimma. Anschließend studierte er Rechtswissenschaften in Leipzig. Er promovierte zum Dr. jur. Danach absolvierte er den üblichen juristischen Vorbereitungsdienst und arbeitete nach dem Assessorexamen bei den Stadtverwaltungen in Leipzig und Chemnitz.
Nach Gründung der Hauptstelle Deutscher Arbeitgeberverbände im Jahr 1904 wurde Tänzler Geschäftsführer der Organisation. In den ersten Jahren warb er für den Anschluss an den neuen Verband. Außerdem bemühte er sich um eine einheitliche Organisation der Arbeitgeberverbände. Nicht zuletzt als Folge von Tänzlers Bemühen kam es 1913 zum Zusammenschluss der Hauptstelle mit dem Verein Deutscher Arbeitgeberverbände zur Vereinigung Deutscher Arbeitgeberverbände.
Auch in diesem Zusammenschluss übernahm Tänzler die Geschäftsführung. Diese Position behielt er bis 1926. Bis in den Ersten Weltkrieg hinein lehnte er Tarifverträge mit den Gewerkschaften ab. Nach der Novemberrevolution akzeptierte er die Arbeitnehmervertretungen und die kollektiven Tarifverträge. Tänzler gehörte zu den Mitbegründern der Zentralarbeitsgemeinschaft der Unternehmer und Arbeitnehmer.
Neben der eigentlichen Verbandstätigkeit trat Tänzler auch als Autor wirtschafts- und sozialpolitischer Schriften hervor. Zu Studienzwecken bereiste er Mitte der 1920er Jahre die USA und veröffentlichte darüber ein Buch. Seit 1909 war er Herausgeber der Zeitschrift „Der Arbeitgeber.“ Während der Weimarer Republik gehörte er dem jungkonservativen Juni-Klub an.

## Schriften
- Die Hauptstelle Deutscher Arbeitgeberverbände, 1907
- Das gewerbliche Unternehmertum, seine Bedeutung für Volkswirtschaft und Staat. 1909
- Der Generalstreik in Schweden, 1909
- Englische Arbeitsverhältnisse, 1912
- Internationale Sozialpolitik, 1926
- Aus dem Arbeitsleben Amerikas, 1927
- Durch Besitz zum Arbeitsfrieden, 1928
- Die deutschen Arbeitgeberverbände, 1929